# Bandeira da Eritreia
A bandeira nacional da Eritreia foi adotada em 5 de dezembro de 1995. É baseada na bandeira usada pela Frente de Libertação do Povo Eritreu (FLPE), em sua luta pela independência. A cor verde simboliza a economia agrícola e pecuária da Eritreia, o vermelho significa o sangue derramado durante a luta pela independência, a cor azul representa a riqueza marinha, o amarelo representa a riqueza mineral, a coroa de oliveira e o ramo na bandeira vêm da bandeira da Frente de Libertação da Eritreia (FLE). A coroa de oliveira foi adotada da bandeira das Nações Unidas e simboliza a paz. Curiosamente, a bandeira cria um efeito de ilusão de óptica, por parecer que a borda direita é mais larga que a esquerda.

## Outras Bandeiras

Bandeira presidencial

## Bandeiras históricas

Bandeira da Frente de Libertação da Eritreia (FLE).
Bandeira da Eritreia, na época, anexada ao Império Etíope sob o domínio de Haile Selassie. Bandeira da Eritreia, na época, anexada ao Império Etíope sob o domínio de Haile Selassie.
Bandeira da Frente de Libertação do Povo Eritreu (FLPE).
Bandeira de 1993 a 1995 (mesmo desenho, mas as proporções desta eram de 2:3).